# José Chulvi Español
José Chulvi Español (Xàbia, la Marina Alta, 25 de desembre de 1970) és un polític valencià, alcalde de Xàbia de 2011 a 2023 i diputat a les Corts Valencianes a la X i XI Legislatures.

## Biografia
Abans de dedicar-se a la política, la trajectòria de Chulvi ha estat lligada sempre a l'esport, concretament al bàsquet. Va ser durant moltes temporades jugador del Club Bàsquet Joventut Xàbia, en posició de base. Ha tingut molts càrrecs en el Joventut Xàbia, com a jugador, entrenador o coordinador. També va ser durant anys monitor esportiu de les Escoles Municipals de Xàbia. És tècnic superior en animació d'activitats físiques i esportives (TAFAE).
Va començar a establir els seus primers contactes amb la política en el bar que regenten els seus pares, on acudien regidors i membres de diversos partits polítics de Xàbia. S'afilia al Partit Socialista del País Valencià (PSPV) l'any 1998, amb 28 anys, i un any després ja forma part de la candidatura local a les eleccions municipals del seu poble sense obtindre l'acta de regidor.
El 2004 és nomenat assessor del grup polític municipal socialista, aleshores al govern de Xàbia mercè al pacte amb el BLOC-Centristes de Xàbia i el Grup Independent de Xàbia que va apartar de l'alcaldia a l'anterior alcalde del Partit Popular (PP) Juan Bautista Moragues a través d'una moció de censura. A les següents eleccions, les de 2007, la coalició de govern revalida el govern ara amb el PSPV a l'alcaldia i Chulvi com a regidor responsable de turisme, foment econòmic i règim interior, a més de portaveu del grup socialista. Un any més tard serà nomenat secretari local del PSPV a Xàbia.
A les eleccions municipals de 2011 encapçala la candidatura socialista i aconsegueix l'alcaldia amb el suport de Xàbia Democràtica i Ciutadans per Xàbia, a més de dos regidors de l'oposició. En aquesta legislatura també és diputat provincial a la Diputació d'Alacant. A les eleccions de 2015 aconsegueix la majoria absoluta del consistori xabienc, fet que no impedeix integrar en el seu equip de govern a les regidores i regidors de Compromís i Ciutadans per Xàbia. En aquesta legislatura també va repetir a la Diputació d'Alacant, ara com a portaveu del Grup Socialista i cap de l'oposició al govern provincial presidit per César Sánchez (PP). El 2019 torna a obtindre majoria i renova l'alcaldia. També aconsegueix l'escó de diputat a les Corts Valencianes per la circumscripció d'Alacant, lloc que va repetir a les eleccions de 2023. José Chulvi deixa l'alcaldia de Xàbia l'any 2023 després de guanyar les eleccions sense majoria i consumar-se el pacte entre PP, Ciutadans per Xàbia i Vox.
A nivell orgànic José Chulví va estar al capdavant de l'estructura provincial del PSPV com a secretari general entre 2017 i 2022.